# 意外发现

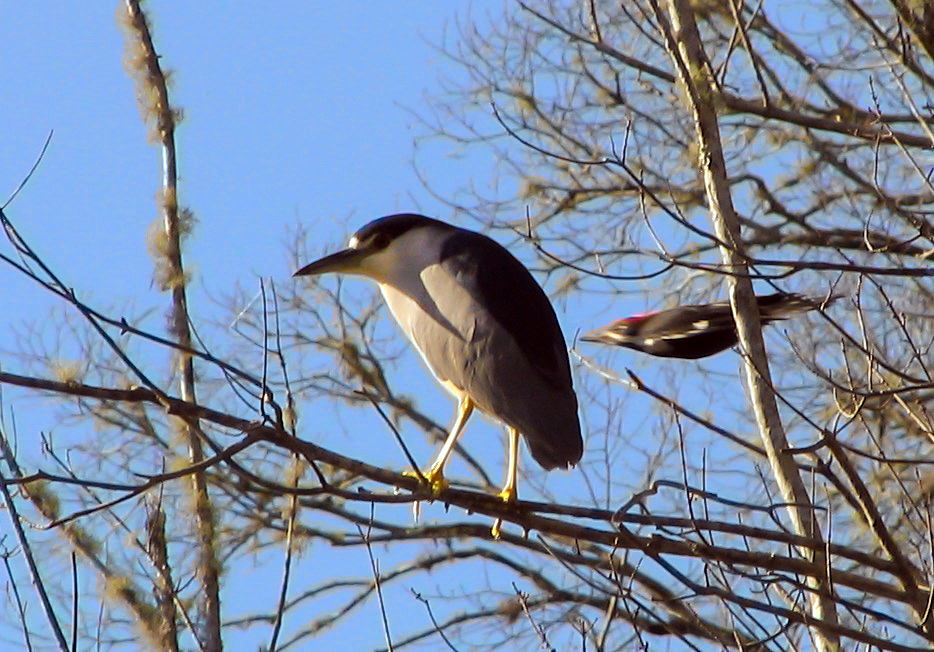
照片的主题是一个栖息的黑夜鹭，摄影师后来“意外发现”，他的照片里还包含一隻北美黑啄木鸟

意外发现（英語：Serendipity）是指某人发现了他原先没有期待发现的事物或现象。英文原词Serendipity曾在2004年6月被一家英国翻译公司评选为十大最难翻译的单词，不过，这个单词已经被转译成多个语言。
单词可以简单的理解为幸福的意外（happy accident）或愉快的惊喜（pleasant surprise）。

## 词源
这个词最早在1754年1月28日由霍勒斯·沃波尔使用。他在给友人的信中提到，他意外发现了一幅瓦萨里的画，画的是比安卡·卡佩罗。他引用了《塞伦迪普的三个王子》这则波斯故事，而塞伦迪普（Serendip）是旧时波斯语中对今日斯里兰卡的称呼。故事里的三个王子聪慧敏锐，但国王担心他们与现实脱节，便叫他们周游列国；一路上三个王子靠着推理和观察力，得到了许多本不在计划中意外发现。

## 应用

### 发明
英语当中的serendipity经常被用于意料之外的科学发现或发明。以下便是一些著名的例子：
- 青霉素：1928年9月3日，亚历山大·弗莱明发现金黄色葡萄球菌的培养皿被产红霉菌污染，且附近的金黄色葡萄球菌被杀死，于是他在9月28日重复了实验，确认了青霉菌的杀菌作用。
- X射线：关于X射线的发现众说纷纭，但其中一种说法是，1895年11月8日，威廉·伦琴在研究克鲁克斯管（英语：Crookes tube）时使用黑色纸板覆盖住铝窗口，保护它不被产生阴极射线的强电场区破坏，但是附近的荧光屏却有异常光亮出现。12月28日，他写了一份证明X射线存在的初步报告。
- 聚四氟乙烯：1938年罗伊·J·普朗凯特在研究新型制冷剂时，铁罐中的四氟乙烯气体质量指示计下降到了“0”。他将铁罐锯开，发现内壁附着了一层光滑的白色蜡状物质，后来的分析证实这是四氟乙烯在铁罐里的铁催化下形成的聚合物。
- 微波炉：早在1920年左右，电磁波加热便已被证实；但微波加热食物则是由雷神公司的工程师珀西·勒巴朗·斯宾塞在1945年发现的。他在雷达阵列前工作时，衣服里的好时巧克力棒融化了。后来他真正做出一台微波炉时，首先用来加热的是爆米花；第二次想要加热一个鸡蛋，结果爆炸了。
- 便利贴：1968年，3M公司的斯宾塞·西尔弗（英语：Spencer Silver）发现了一种低强度且对压力敏感的黏合剂，但一直苦于没有用武之地。直到1974年，他的同事阿瑟·弗莱（英语：Arthur Fry）将这种黏合剂用于书签上，发现效果极好，于是他得到3M公司的“闲杂计划”许可，发明了便利贴。便利贴的淡黄色则是来自研究便利贴部门隔壁的草稿纸颜色。
- 万艾可：最初该药是美国辉瑞公司研制，本希望用于治疗心血管疾病，但临床试验不理想，遂于1991年4月宣告失败；然而，受试者皆不愿交出余下药物，研究人员追问之下才得知该药有利于改善性生活，故此辉瑞公司批准再次开展研究，最终成为畅销产品。
- 糖精：美国约翰霍普金斯大学的化学家康斯坦丁·法勒伯格于1879年合成出糖精。他在1886年7月17日的《科学美国人》杂志专访中称，他当时沉迷于煤焦油的研究，但成果却毫无商业价值。他有一晚差点忘了吃晚饭，于是没洗手就去吃面包，发现面包非常甜。经过一系列排查，他认为那是他实验室里的煤焦油合成物的味道。

虽然类似“意外发现”的例子可以举出很多，然而，并不是所有的科学新发现都被历史记录为“意外发现”，它们往往会被人质疑，例如，有人就否认人类大脑边缘系统的自我刺激领域是一个“意外发现”。

## 轶事
电影《美國情緣》的英文原名便是以此而来，该单词不仅是片中男女主人公就餐的餐厅名字，故事情节也是充满各种意外与惊喜。

## 参阅
- 共時性
- 全像原理
- 胡安·马尔达西那
- 回溯發現
- 水平思考
- 巧合角龍屬
- 副作用

## 延伸閱讀
- Solomon, Y., & Bronstein, J. (2016). Serendipity in legal information seeking behavior: Chance encounters of family-law advocates with court rulings （页面存档备份，存于）, Aslib Journal of Information Management, 68(1), 112-134. doi: 10.1108/AJIM-04-2015-0056.
- Solomon, Y. (2017). Temporal aspects of info-serendipity （页面存档备份，存于）. Temporalités - Revue de Sciences Sociales et Humaines, 24, paper 3523.
- Remer, Theodore G. (编). . Edited, with an Introduction and Notes, by Theodore G. Remer. Preface by W. S. Lewis. University of Oklahoma Press. 1965. LCC 65-10112
- Merton, Robert K.; Barber, Elinor. . Princeton University Press. 2004. ISBN 0-691-11754-3. (Manuscript written 1958).
- Frédéric Darbellay et al., Interdisciplinary Research Boosted by Serendipity, Creativity Research Journal, Volume 26, Issue 1, 2014.
- Hannan, Patrick J. . iUniverse. 2006. ISBN 0-595-36551-5.
- Roberts, Royston M. . Wiley. 1989. ISBN 0-471-60203-5.
- Andel, Pek Van. . British Journal for the Philosophy of Science. 1994, 45 (2): 631–648. doi:10.1093/bjps/45.2.631.
- Gaughan, Richard. . Metro Books. 2010. ISBN 978-1-4351-2557-5.
- Serendipity and the Internet （页面存档备份，存于） from Bill Thompson at the BBC
- Serendipity of Science – a BBC Radio 4 series by Simon Singh
- Psychology today's main article about serendipity

## 外部連結
- Accidental discoveries （页面存档备份，存于）. PBS
- .   [2016-08-19]. （原始内容存档于2007-10-11）.
- Accidental Genius Book[永久]   – anecdotes of serendipitous scientific discoveries.
- ACM Paper on Creating serendipitous encounters in a geographically distributed community.
- Serendipitous Information Retrieval : An Academic Research Publication by Elaine G. Toms （页面存档备份，存于）
- Programming for Serendipity – AAAI Technical Report FS-02-01 （页面存档备份，存于）
- The Serendipity Equations （页面存档备份，存于）